# Свети Никола (Дворци)
Вижте пояснителната страница за други значения на Свети Никола.
„Свети Никола“ или „Свети Николай“ (на македонска литературна норма: „Свети Никола“, „Свети Николај“) е възрожденска църква в поречкото село Дворци, Северна Македония. Църквата е част от Бродското архиерейско наместничество на Дебърско-Кичевската епархия на Македонската православна църква – Охридска архиепископия.
Църквата е изградена в 1873 година. Има ценен иконостас, изработен в 1893 година от зографа Никола Михайлов от Крушево.